# Yu Song

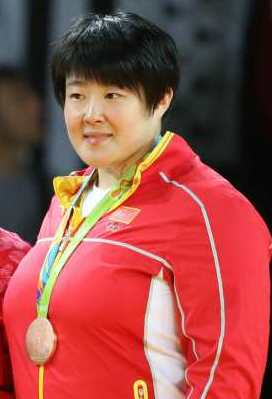
Yu Song 2016 in Rio de Janeiro

Yu Song (chinesisch 于颂; * 6. August 1986 in Qingdao) ist eine chinesische Judoka, die 2016 Olympiadritte in der Gewichtsklasse über 78 Kilogramm war.

## Sportliche Karriere
Die 1,82 m große Yu Song war 2004 Dritte der U20-Asienmeisterschaften, 2005 und 2006 gewann sie jeweils Silber hinter der Usbekin Mariya Shekerova. Bereits bei den Asienmeisterschaften 2005 gewann Yu Song auch Medaillen in der Erwachsenenklasse. Sie war Dritte in der offenen Klasse und gewann hinter der Japanerin Mika Sugimoto Silber im Schwergewicht. In den Jahren danach trat sie zwar regelmäßig beim internationalen Turnier in ihrer Heimatstadt Qingdao an, qualifizierte sich aber nicht für die Teilnahme an internationalen Meisterschaften, dort trat meist Tong Wen für China an. 2010 gewann Yu Song in Suwon ihr erstes Weltcup-Turnier, unterlag bei den Weltmeisterschaften 2010 aber im ersten Kampf gegen Mika Sugimoto. 2011 erkämpfte sie mit der chinesischen Mannschaft Bronze bei der Universiade. 
Ihren ersten großen internationalen Erfolg feierte sie 2015 mit einem Sieg bei den Asienmeisterschaften in Kuwait, als sie im Finale die Südkoreanerin Kim Min-jung besiegte. Drei Monate nach den Asienmeisterschaften siegte Yu Song im Finale der Weltmeisterschaften in Astana gegen die Japanerin Megumi Tachimoto. Bei den Olympischen Spielen 2016 in Rio de Janeiro unterlag sie im Halbfinale der Französin Émilie Andéol, im Kampf um die Bronzemedaille gewann Yu Song gegen Kim Min-jung. Auf die Südkoreanerin traf Yu Song auch im Viertelfinale der Weltmeisterschaften 2017 in Budapest und wieder gewann die Chinesin. Im Halbfinale bezwang sie Irina Kindzerska aus Aserbaidschan und im Finale gegen die Japanerin Sarah Asahina gewann sie ihre zweite Goldmedaille nach 2015.